# Barranca de Jamapa
Barranca de Jamapa är en ort i Mexiko.   Den ligger i kommunen Calcahualco och delstaten Veracruz, i den sydöstra delen av landet, 210 km öster om huvudstaden Mexico City. Barranca de Jamapa ligger 1 871 meter över havet och antalet invånare är 194.
Terrängen runt Barranca de Jamapa är kuperad österut, men västerut är den bergig. Barranca de Jamapa ligger nere i en dal. Runt Barranca de Jamapa är det tätbefolkat, med 331 invånare per kvadratkilometer. Närmaste större samhälle är Huatusco de Chicuellar, 18,9 km öster om Barranca de Jamapa. Omgivningarna runt Barranca de Jamapa är en mosaik av jordbruksmark och naturlig växtlighet.